# St. Laurentius (Prag)

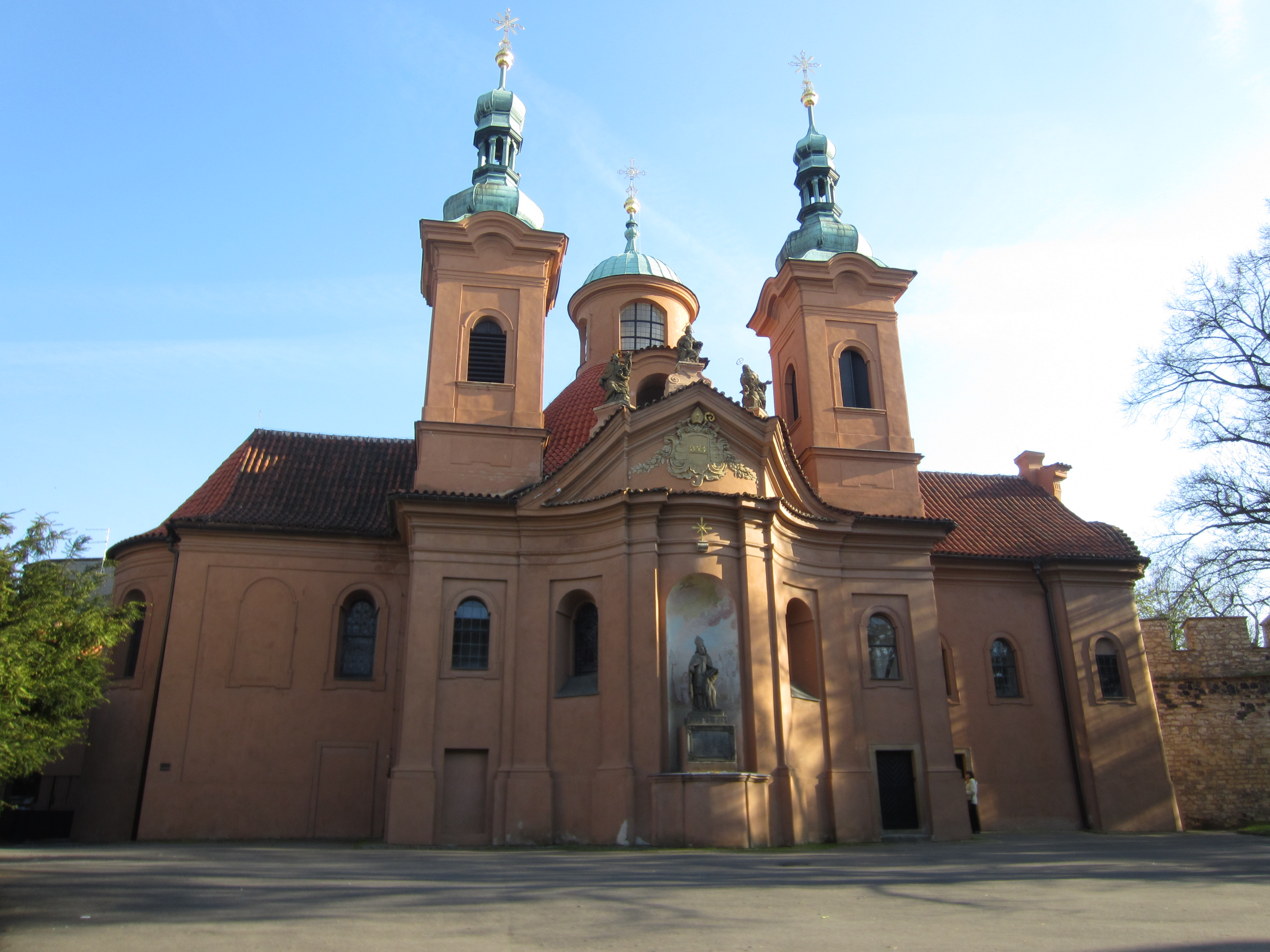
Laurentiuskirche auf dem Petřín

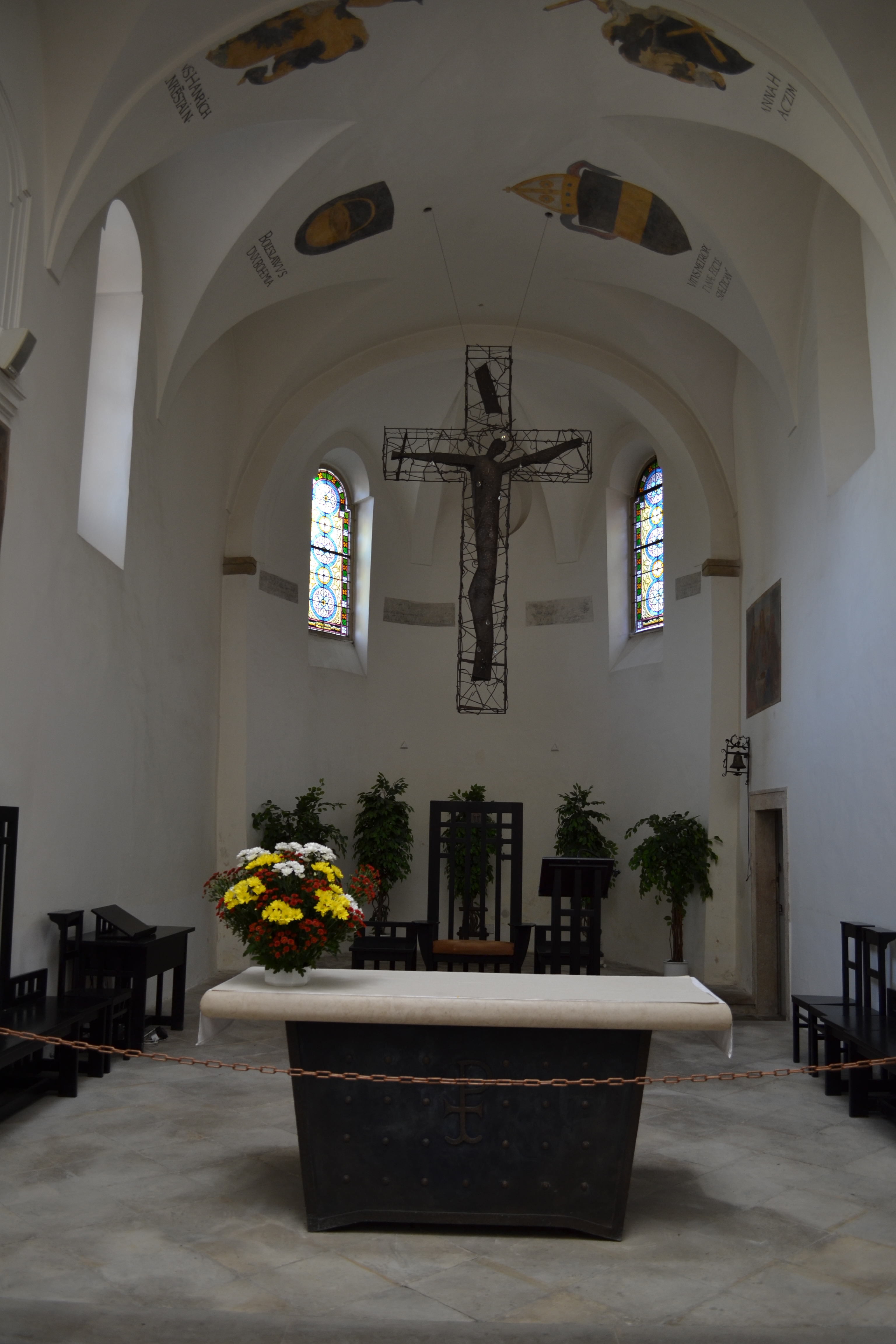
Innenraum

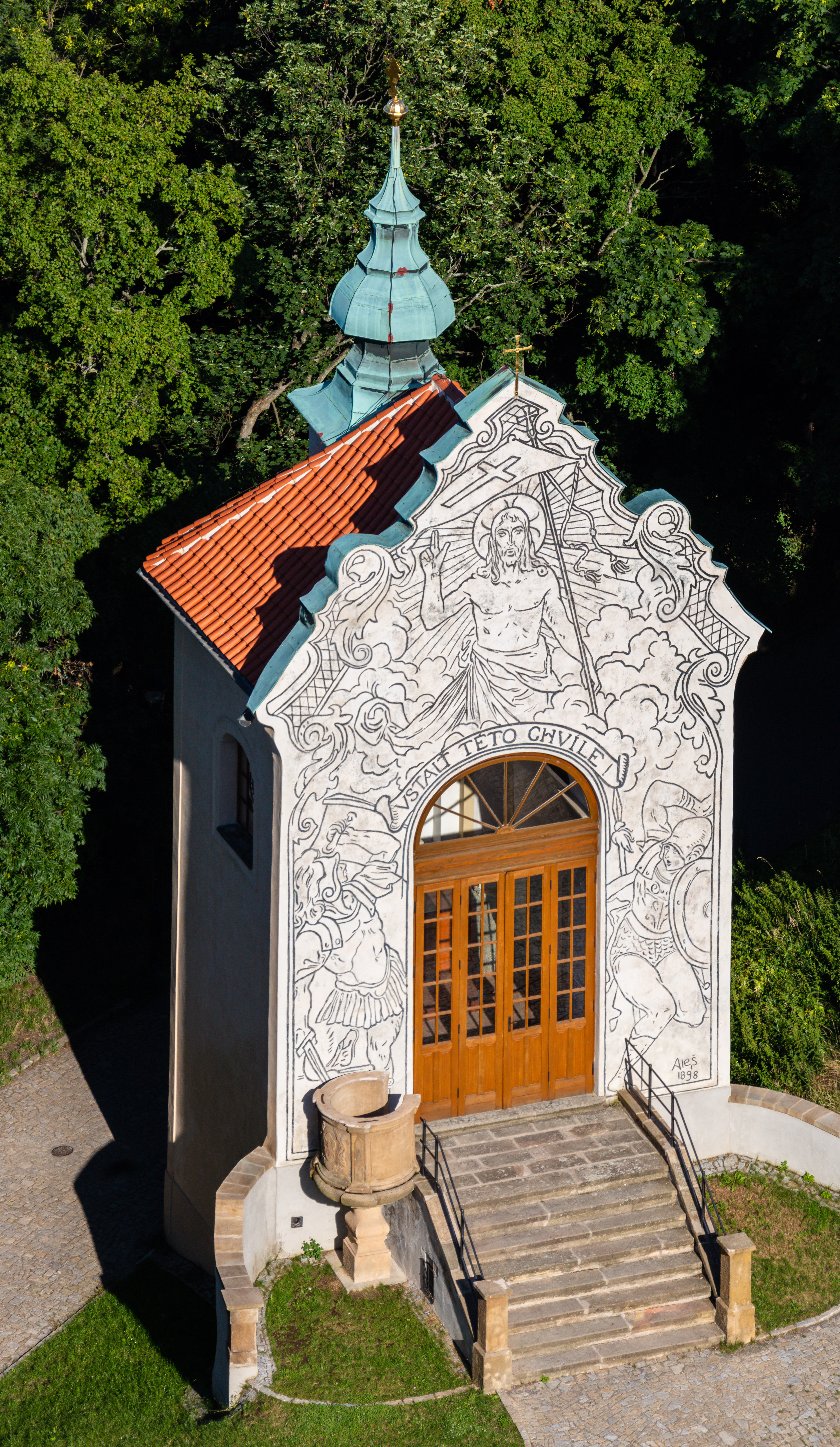
Kapelle

Die St.-Laurentius-Kirche auf dem Laurenziberg (Kostel sv. Vavřince na Petříně) ist die Kathedralkirche des Bischofs der Altkatholischen Kirche in Tschechien. Die dem heiligen Laurentius geweihte Kirche liegt auf dem Petřín in Prag. Mit weiteren bedeutenden Bauwerken gehört sie zu den Sehenswürdigkeiten der Prager Kleinseite. Die deutsche Bezeichnung Laurenziberg für den Petřín wird von dieser Kirche abgeleitet.

## Geschichte
Die erste Erwähnung findet sich im Jahr 1135. Es wird vermutet, dass diese Kapelle 991 vom heiligen Adalbert an Stelle einer heidnischen Kultstelle errichtet wurde, wie es die Statue von 1824 und das Deckenfresko in der Sakristei von 1735 zeigen. Unter Karl IV. wurde die Kirche in die Ummauerung miteinbezogen.

## Architektur
Reste der romanischen Kirche sind im Chor und im Südteil der 1735–1770 von dem Prager Baumeister Johann Ignaz Palliardi errichteten Barockkirche erhalten. Ihre gebrochen konvexe Nordfassade erinnert an einen zerklüfteten Felsvorsprung. Darüber erheben sich drei Statuen, in der Mitte eine Allegorie der Frömmigkeit, links den hl. Johannes Nepomuk und rechts wahrscheinlich Maria Magdalena darstellend. In einer Wandnische befindet sich die Statue des hl. Adalbert.

## Ausstattung
Im Innenraum findet sich auf dem rechten Seitenaltar ein Bild vom Martyrium des hl. Laurentius des aus dem Burgund stammenden Malers Jean Claude Monnot. Die heutige Ausstattung des Chorraumes wurde von dem Architekten Jiří Pelcl entworfen. In der Sakristei befindet sich eine Deckenmalerei, welche die Legende von der Gründung der Kirche durch Adalbert von Prag darstellt.

## Umgebung
Neben der Kirche steht eine Kalvarienberg-Kapelle von 1735, die mit einem Sgraffito verziert ist, welches die Auferstehung Jesu darstellt. Unterhalb der Kirche wurde 1836 ein Kreuzweg angelegt, dessen letzte Station, die Heilig-Grab-Kapelle aus dem Jahr 1738, nach dem Vorbild der Jerusalemer Grabeskirche gebaut wurde.

## Nutzung
Seit 1994 nutzt den gesamten Gebäudekomplex die altkatholische Kirche. St. Laurentius ist seit November 1995 die altkatholische Kathedralkirche für Tschechien.